# Guido Van Calster
Guido Van Calster (Scherpenheuvel, 6 febbraio 1956) è un dirigente sportivo, ex ciclista su strada e ciclocrossista belga.
Specialista delle classiche, professionista dal 1978 al 1989, vanta la vittoria di due tappe e della classifica a punti alla Vuelta a España.

## Carriera
Van Calster passò professionista nel 1978 nelle file della belga C & A, la formazione di Eddy Merckx; l'anno precedente si era messo in luce da dilettante arrivando ottavo nel campionato mondiale di categoria e vincendo quattro tappe al Tour de l'Avenir. Nello stesso 1978 ottenne subito diversi piazzamenti, tra i quali un terzo posto nella Parigi-Tours, e vinse una tappa al Tour Méditerranéen. L'anno successivo ottenne piazzamenti nelle corse della "Campagna del Nord", prima in quelle di preparazione, poi un terzo posto alla Tre Giorni di La Panne e un nono al Giro delle Fiandre.
Nel 1980 vinse una tappa al Critérium du Dauphiné Libéré e fu ottavo alla Liegi-Bastogne-Liegi, decimo alla Het Volk, e quarto nella Freccia Vallone. Nel 1981 si mise quindi in evidenza nella prima parte della stagione, ottenendo piazzamenti in molte corse importanti di primavera: sesto alla Milano-Sanremo, quarto alla Parigi-Roubaix, terzo alla Freccia Vallone e secondo alla Freccia del Brabante; vinse anche due corse, rispettivamente una tappa al Giro del Belgio e una alla Vuelta al País Vasco.
Nel 1982 fu quarto nel campionato belga e al Tour de Suisse vinse due tappe consecutive e concluse la prova sul terzo gradino del podio. L'anno dopo vinse solo un criterium, ma fu decimo alla Liegi-Bastogne-Liegi e terzo nel Grand Prix Pino Cerami. Si riscattò nel 1984, vincendo due tappe alla Vuelta a España; fu inoltre ottavo alla Freccia Vallone ed ottenne piazzamenti tra i primi dieci in classiche italiane quali Giro del Piemonte, Giro di Campania, Trofeo Matteotti, Milano-Vignola. Nel 1985 fu secondo nel Trofeo Pantalica e sesto alla Liegi-Bastogne-Liegi. Ottenne il suo ultimo risultato importante nel 1987 vincendo la quarta tappa alla Vuelta a Aragón prima del ritiro nel 1989.
Da direttore sportivo trascorse nove stagioni alla TVM.

## Palmarès
- 1975 (dilettanti)

Provinciaal Kampioenschap Waals-Brabant-Namen-Luxemburg
- 1976 (dilettanti)

4ª tappa Tour de Namur
- 1977 (dilettanti)

Trofee Het Volk
Kortrijk-Galmaarden
2ª tappa Tour de l'Avenir
7ª tappa Tour de l'Avenir
8ª tappa Tour de l'Avenir
12ª tappa Tour de l'Avenir
- 1978

Omloop van Oost-Vlaanderen
5ª tappa Tour Méditerranéen
- 1980

2ª tappa Critérium du Dauphiné Libéré
- 1981

5ª tappa Vuelta al País Vasco
1ª tappa Giro del Belgio
- 1982

Druivenkoers
4ª tappa Tour de Suisse
5ª tappa Tour de Suisse
- 1984

2ª tappa Vuelta a Andalucía
2ª tappa Vuelta a España
13ª tappa Vuelta a España
- 1985

Classifica generale Coca-Cola Trophy
- 1987

4ª tappa Vuelta a Aragón

### Altri successi
- 1978

Kermesse di Ruisbroek
Kermesse di Geetbets
- 1979

Criterium di Ossendrecht
- 1980

Kermesse di Geetbets
- 1981

Criterium di Tirlemont
Criterium di Bonheiden
Kermesse di Geetbets
- 1982

Criterium di Schoonderbuken
Kermesse di Rummen
Kermesse di Deurne
- 1983

Criterium di Tirlemont
- 1984

Classifica a punti Vuelta a España
- 1985

Criterium di Göppingen
Criterium di Stoccarda
- 1986

Criterium di Tirlemont
Criterium di Avila
- 1987

Criterium di Segovia
Kermesse di Dilsen

## Piazzamenti

### Grandi Giri
- Giro d'Italia

1982: 51º
1983: 70º
1985: 53º
- Tour de France

1979: 58º
1980: 39º
1981: ritirato (17ª tappa)
1986: 72º
1987: 31º
1988: ritirato (11ª tappa)
- Vuelta a España

1980: 6º
1983: 35º
1984: 25º
1986: 47º
1987: 33º
1988: 50º

### Classiche monumento
- Milano-Sanremo

1978: 22º
1979: 26º
1980: 39º
1981: 6º
1988: 34º
- Giro delle Fiandre

1978: 12º
1979: 9º
1980: 30º
1988: 24º
- Parigi-Roubaix

1979: 15º
1981: 4º
1985: 15º
- Liegi-Bastogne-Liegi

1979: 17º
1980: 8º
1981: 5º
1983: 10º
1985: 6º
- Giro di Lombardia

1982: 40º

### Competizioni mondiali
- Campionati del mondo

San Cristóbal 1977 - In linea Dilettanti: 8º
Praga 1981 - In linea Professionisti: 5º